# Hypacrosaurus
A Hypacrosaurus (jelentése 'majdnem a legmagasabb gyík', a görög υπο- /hypo- 'kevesebb', ακρος / akros 'magas' és σαυρος / sauros 'gyík' szavak összetételéből, arra utalva, hogy az állat majdnem olyan nagy, mint a Tyrannosaurus) a hadrosaurida dinoszauruszok egyik neme, melynek külseje emlékeztet a Corythosauruséra, ugyanis egy magas, lekerekített fejdíszt viselt, ami a Corythosaurusénál valamivel kisebb és kevésbé egyenes volt. Két faj maradványai alapján ismert, melyek nagyjából 76–68 millió évvel ezelőtt éltek a késő kréta időszakban, a kanadai Alberta és az Amerikai Egyesült Államokbeli Montana területén. Észak-Amerikában az utolsó jó állapotban megőrződött, üreges fejdíszű kacsacsőrű dinoszauruszok közé tartozik. A H. stebingerihez tartozó fészkekről, tojásokról és fiókákról szóló, az 1990-es években készült leírásig az alig ismert nemek közé tartozott.

## Anatómia

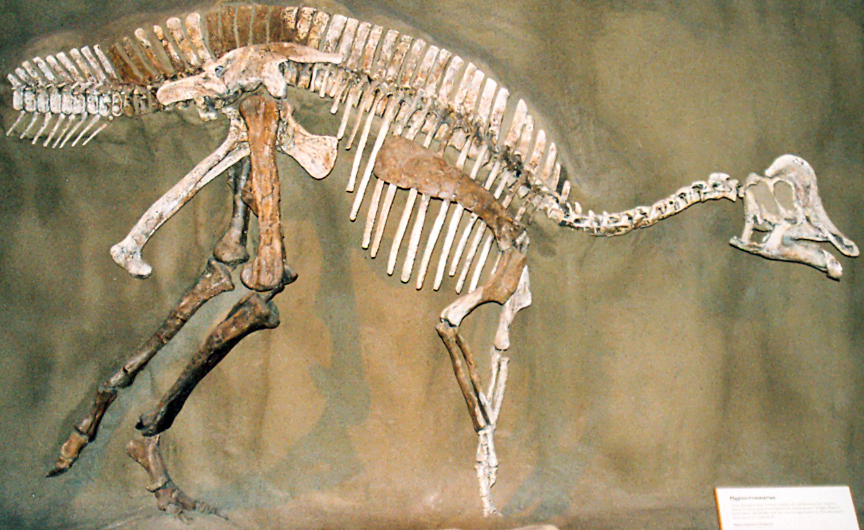
A Hypacrosaurus fosszíliája a Royal Tyrrell Museumban

A Hypacrosaurus a többi üreges fejdíszű kacsacsőrű (lambeosaurina) dinoszaurusztól magas csigolyanyúlványai és fejdíszének alakja által különböztethető meg. A csigolyanyúlványok, melyek a csigolyák felső részéből állnak ki és a csigolyatesteknél 5-ször, 7-szer magasabbak, megnövelték a hát magasságát. A koponyához tartozó üreges fejdísz a Corythosauruséhoz hasonló, de a teteje hegyesebb, alacsonyabb, kétoldalt szélesebb, a hátsó részén pedig egy kisebb csontos hegy található. A többi lambeosaurinától eltérően a fejdíszben levő légvezetékek nem S alakúak (legalábbis a H. altispinus esetében). Az állat hosszát 9,1 méterre, a tömegét pedig 4 tonnára becsülik. Egyébként a legtöbb kacsacsőrűhöz viszonyítva a csontváza nem számít különlegesnek, bár a medence egyes részei egyediek. A csoport többi tagjához hasonlóan két és négy lábon járó növényevő volt. Két ismert faja, a H. altispinus és a H. stebingeri a szokványos módon, egyedi jellemzőik által nem különböztethetők meg, a H. stebingerit a korábbi Lambeosaurus és a későbbi Hypacrosaurus közötti átmenetként írták le. A felnőtt H. stebingeri koponyájáról készült fényképek alapján az állat nagyon hasonlít a H. altispinusra.

## Osztályozás
A Hypacrosaurus egy lambeosaurina hadrosaurida, amely a koponyájáról készült leírás alapján ismerhető fel. A Lambeosaurinae alcsaládon belül a Lambeosaurushoz és a Corythosaurushoz áll legközelebb, Jack Horner és Phil Currie (1994-ben) kijelentették, hogy a H. stebingeri átmenetet képez a Lambeosaurus és a H. altispinus között, Michael K. Brett-Surman pedig (1989-ben) felvetette, hogy a Hypacrosaurus és a Corythosaurus ugyanaz a nem. Ezekre a nemekre, de főként a Corythosaurusra és a Hypacrosaurusra a lambeosaurinák „sisakos” ágaként is hivatkoznak, az általuk alkotott kládot pedig néha nem hivatalosan Lambeosaurininek nevezik. 2004-ben, mikor Suzuki és szerzőtársai újabb leírást készítettek a Nipponosaurusról, úgy találták, hogy a Nipponosaurus és a Hypacrosaurus stebingeri közeli rokonságban állnak, ami azt jelzi, hogy a Hypacrosaurus talán parafiletikus lehet, ezt azonban a lambeosaurinák jóval részletesebb újraelemzése után elvetették, mivel kiderült, hogy a Hypacrosaurus két faja a Nipponosaurus nélkül, legközelebbi rokonaival, a Corythosaurusszal és az Olorotitannal együtt egy kládot alkot.

## Felfedezés és történet
A Hypacrosaurus holotípusát 1910-ben, Barnum Brown gyűjtötte be az Amerikai Természetrajzi Múzeum (American Museum of Natural History) számára. A maradványok – egy részleges koponya alatti (posztkraniáis) csontváz, melyhez több csigolya és egy csípődarab (az AMNH 5204 jelzésű lelet) tartozik –, a Red Deer folyó mellől, Tolman Ferry közeléből, a kanadai Alberta tartományból származnak, a Horseshoe Canyon Formáció kőzeteiből (a késő kréta időszak maastrichti korszakából). Brown 1913-ban más posztkraniális maradványokkal együtt új nemként írta le a leleteket, amikről úgy vélte, hogy a Saurolophusra hasonlítanak. A koponyájuk ekkor még ismeretlen volt, de rövidesen két koponyára is rátaláltak, melyekről leírás is készült.
Ebben az időszakban az üreges fejdíszű kacsacsőrű dinoszauruszokat külön nemként és fajként írták le. A Hypacrosaurus történetéhez kötődők közül az első a Cheneosaurus tolmanensis, amely a Horseshoe Canyon Formációból egy koponya, egy láb csontjai, a gerinc és a csípő részei alapján ismert. Nem sokkal később Richard Swann Lull és Nelda Wright az Amerikai Természetrajzi Múzeum (AMNH 5461 jelzésű) Two Medicine Formációból származó leletét az Procheneosaurus példányaként azonosította. Ezeket több más taxonnal együtt érvényes nemként fogadták el az 1970-es évekig, amikor Peter Dodson kimutatta, hogy nagyobb a valószínűsége annak, hogy a cheneosauridák más ismert lambeosaurinák fiatal példányai voltak. Habár tekintettel volt a korábbi nemekre, a Dinosaur Park Formációból származó Corythosaurusra és Lambeosaurusra, úgy ítélte meg, hogy a Cheneosaurus a kortárs Hypacrosaurus altispinus fiatal példánya lehetett. Az ötletét elfogadták, de hivatalosan nem vizsgálták meg. A Two Medicine-ből származó Procheneosaurus viszont kissé eltért a Dodson által tanulmányozott Procheneosaurus példányoktól, ugyanis sokkal jobban hasonlított az 1994-ig névtelen H. stebingerire.

### AH. stebingeri
Az új fajt, a Hypacrosaurus stebingerit különféle maradványok, köztük tojásokkal és fészkekkel együtt megtalált fiókák alapján nevezték el, melyek a campaniai korszak legvégéről származnak, a Two Medicine Formációból a montanai Glacier Creek és az albertai határ területéről. Ezek a fosszíliák képviselik „a legnagyobb fiókákhoz tartozó csontvázgyűjteményt, amely hadrosaurida faj esetében ismertté vált”.

### Fajok
A H. altispinus, a típusfaj 5–10 tagolt, fiatal és felnőtt egyedektől származó koponya alapján ismert. A H. stebingerihez meghatározatlan, de nagy számú példány tartozik, melyek kora az embrióktól a felnőttekig terjed. A feltételezés, miszerint a H. altispinus és a H. stebingeri monofiletikus csoportot alkot, kizárva más hadrosaurida fajokat hibás lehet, ahogyan azt Suzuki és szerzőtársai 2004-es, Nipponosaurusról szóló új leírásukban megjegyezték; filogenetikus elemzésük alapján a Nipponosaurus sokkal közelebbi rokonságban áll a H. altispinusszal, mint amennyire a H. stebingeri közel áll a H. altispinushoz. Evans és Reisz (2007-ben) ezt a feltételezést elvetették.

## Ősökológia
A H. altispinus a Horseshoe Canyon Formációbeli élőhelyét más hadrosauridákkal, az Edmontosaurusszal és a Saurolophusszal, a hypsilophodontidák közé tartozó Parksosaurusszal, az ankylosauridák közé tartozó Euoplocephalusszal, a nodosauridák közé tartozó Edmontoniával, a szarvas dinoszauruszok közé tartozó Montanoceratopsszal, Anchiceratopsszal, Arrhinoceratopsszal és Pachyrhinosaurusszal, a pachycephalosaurusok közé tartozó Stegocerasszal, az ornithomimosaurusok közé tartozó Ornithomimusszal és Struthiomimusszal, különböző, alig ismert kis theropodákkal, köztük troodontidákkal és dromaeosauridákkal, valamint a tyrannosauridák közé tartozó Albertosaurusszal és Daspletosaurusszal osztotta meg. Az ebből a formációból ismert dinoszauruszokat a szárazföldi emlősök időszakára utalva néha edmontoniaknak nevezik, a formáció magasabban és alacsonyabban fekvő részeiből származóktól való megkülönböztetésként. A Horseshoe Canyon Formáció jelentős óceáni hatás alatt állt a közelében levő Nyugati Belső Víziút miatt, amely a kréta időszak nagy részében sekély beltengerként elborította az Észak-Amerikai kontinens középső részét. A H. altispinus valószínűleg inkább a szárazföldön élt.
A valamivel régebbi Two Medicine Formációt, a H. stebingeri otthonát többféle egyéb dinoszaurusz népesítette be, köztük a fészkelőhelyéről jól ismert hadrosaurida, a Maiasaura és a troodontidák közé tartozó Troodon, melyhez tartozóan szintén találtak fészekmaradványt. A tyrannosaurida Daspletosaurus, a caenagnathida Chirostenotes, a dromaeosauridák közé tartozó Bambiraptor és Saurornitholestes, a páncélos dinoszauruszok közé tartozó Edmontonia és Euoplocephalus, a hypsilophodontida Orodromeus, a hadrosaurida Prosaurolophus, valamint a szarvas dinoszauruszok közé tartozó Achelousaurus, Brachyceratops, Einiosaurus és Styracosaurus ovatus szintén jelen voltak a területen. Ez a formáció a Nyugati Belső Víziúttól jóval távolabb és magasabban helyezkedett el, így sokkal szárazabb volt az éghajlata.

## Ősbiológia
A Hypacrosaurus, hadrosauridaként két és négy lábon járó növényevő volt, amely különféle növényekkel táplálkozott. Koponyája a rágáshoz hasonló őrlő mozgást tett lehetővé, a fogkészletekben százával elhelyezkedő fogai, amik közül egyszerre csak maroknyi volt használatban, folyamatosan cserélődtek. A növényi anyagot széles csőrével vághatta le, és egy pofaszerű szerv segítségével tarthatta a szájában. A növényzetet a földfelszíntől körülbelül 4 méteres magasságig érhette el.

### Fészkek és növekedés

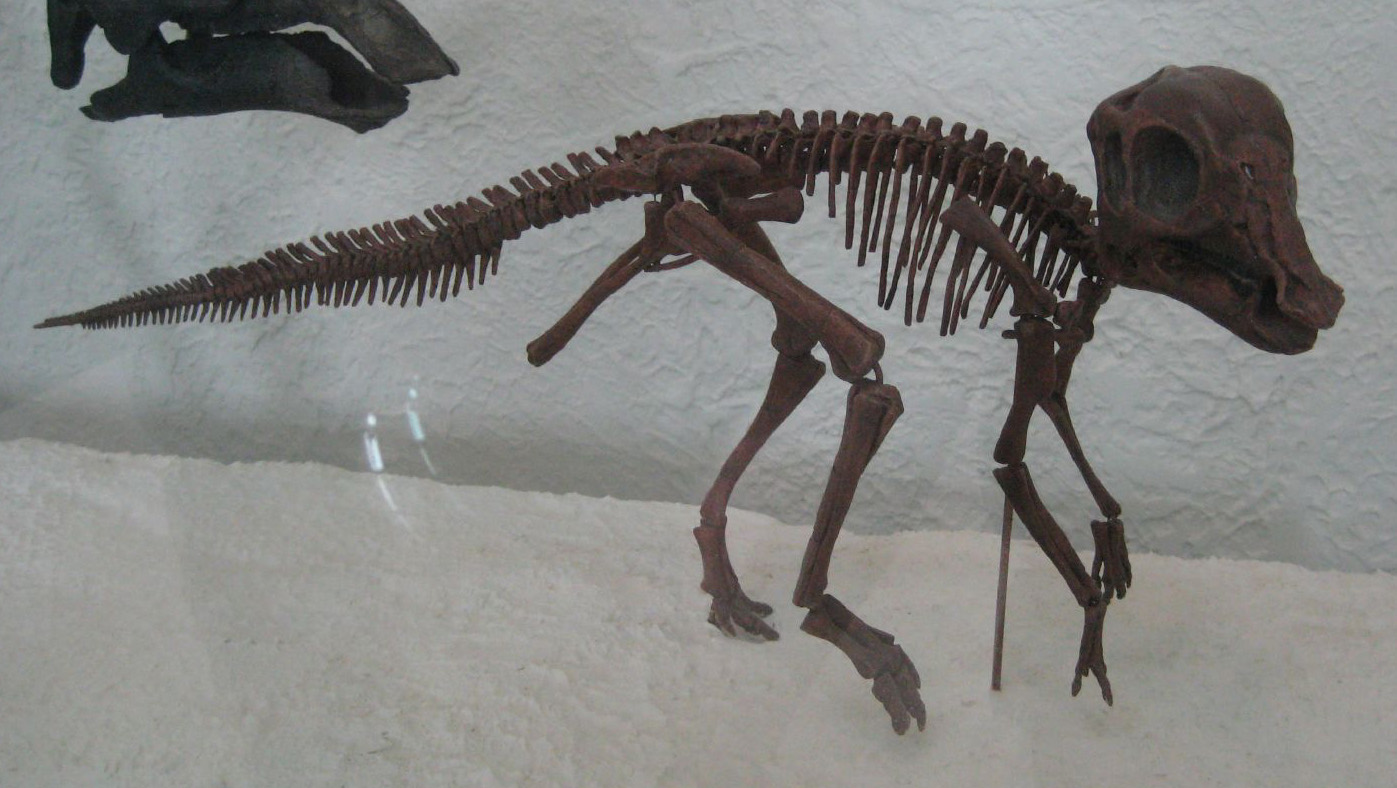
Egy fiatal Hypacrosaurus altispinus az Amerikai Természetrajzi Múzeumban (American Museum of Natural History)

A H. stebingeri nagyjából 20 darab, 18,5 centiméteres, gömb alakú tojást tojt, melyekben 60 centiméter hosszúságú embriók helyezkedtek el. A fiókák körülbelül 1,7 méter hosszúak voltak. Az embriók és a fiatal példányok mély koponyával rendelkeztek, melyen a későbbi fejdíszt tartó részen egy kis kiemelkedés helyezkedett el. A megkövült csontokon látható (a fa évgyűrűihez hasonló) gyűrűk alapján az állat az aligátornál gyorsabban növekedett, a fejlődése a struccalakúakéhoz volt hasonló. A H. stebingerin Lisa Cooper és kollégái által elvégzett vizsgálat azt jelezte, hogy ez az állat már 2–3 éves korára ivaréretté válhatott, teljes méretét pedig nagyjából 10–12 évesen érhette el. A combcsont körmérete a reproduktív életszakaszba lépéskor a teljes méretnek körülbelül a 40%-át érte el. A H. stebingeri növekedési aránya megelőzi a (rá vadászó) tyrannosauridákét, az Albertosaurusét és a Tyrannosaurusét; így a gyorsan növő Hypacrosaurusoknak több esélye volt egy, a védekezésre alkalmasabb testméret eléréséhez, a korai szaporodás pedig a faj fennmaradása szempontjából további előnnyel járhatott.

### A fejdísz funkciói

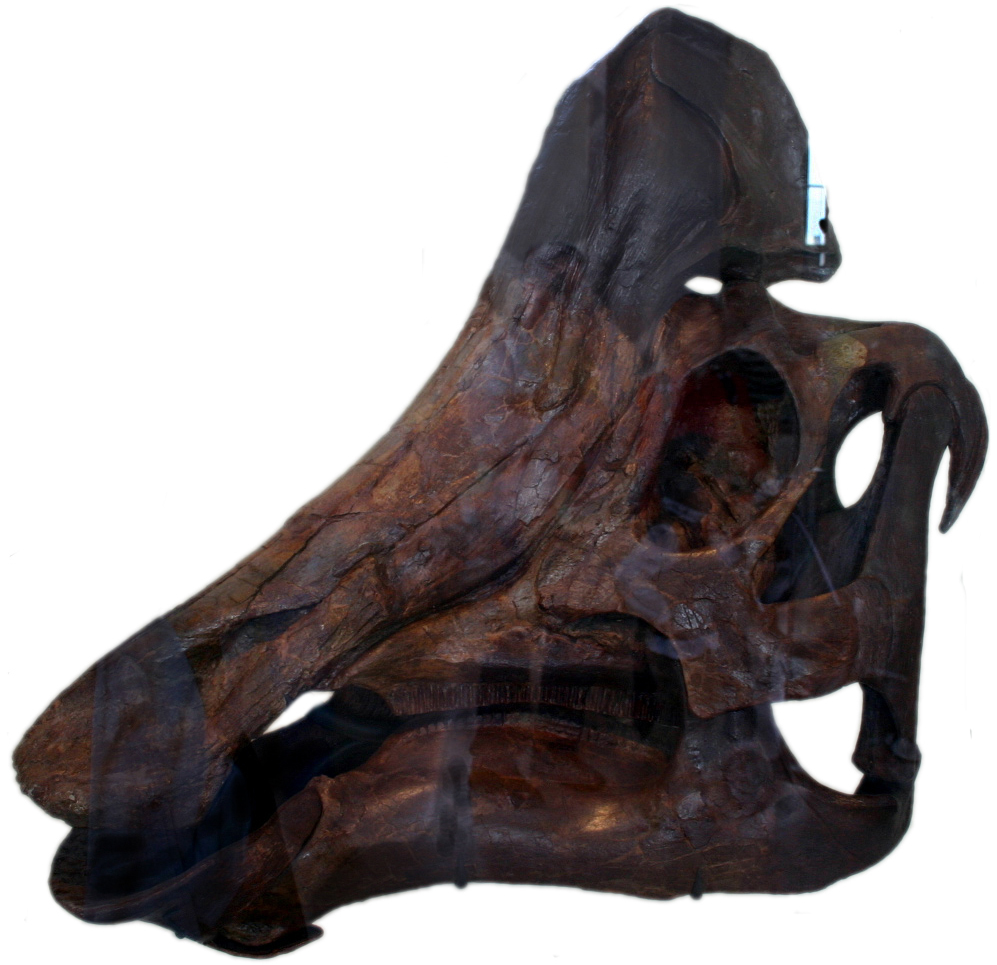
Hypacrosaurus koponya az Amerikai Természetrajzi Múzeumban (American Museum of Natural History)

A Hypacrosaurus üreges fejdíszének legvalószínűbb célja a szociális feladatok ellátása lehetett, például jól látható jelzésként szolgált a példány, a nem vagy a faj azonosítására, emellett pedig a benne levő rezonátor kamrával az állat hangokat hozhatott létre. A fejdísz és a hozzá kapcsolódó orrjáratok szerepeltek a dinoszauruszok endotermiájával kapcsolatos vitában, főként az orrkagylók miatt.
A vékony csontokból vagy kötőszövetekből álló orrkagylóknak két, különböző célra specializálódott típusa ismert. A szagló orrkagylók valamennyi ma élő négylábúnál megtalálhatók és a szaglásban van szerepük. A légző orrkagylók a vízpára formájában kilélegzett nedvesség távozását gátolják és csak a mai endoterm (meleg vérű) állatoknál, a madaraknál és az emlősöknél találhatók meg, melyek a gyors anyagcseréjük fenntartása miatt a hasonló méretű ektoterm (hideg vérű) állatoknál jóval gyakrabban lélegeznek, így nagy mennyiségű vizet vesztenének. Ruben és kollégái 1996-ban, komputertomográfiás (CT) vizsgálatok alapján kijelentették, hogy a légző orrkagylók valószínűleg nem voltak jelen a Nanotyrannus, az Ornithomimus vagy a Hypacrosaurus esetében, így nincs bizonyíték arra, hogy ezek az állatok meleg vérűek voltak.

## Fordítás
Ez a szócikk részben vagy egészben  a   Hypacrosaurus című angol Wikipédia-szócikk ezen változatának fordításán alapul.  Az eredeti cikk szerkesztőit annak laptörténete sorolja fel. Ez a jelzés csupán a megfogalmazás eredetét és a szerzői jogokat jelzi, nem szolgál a cikkben szereplő információk forrásmegjelöléseként.